# Dessau
Dessau ist ein Stadtteil der kreisfreien Stadt Dessau-Roßlau in Sachsen-Anhalt. Bis zum 1. Juli 2007 war Dessau eine kreisfreie Stadt. Das bisherige Dessau war, gemessen an der Zahl der Einwohner, nach Halle (Saale) und Magdeburg die drittgrößte Stadt Sachsen-Anhalts (bezogen auf die Fläche die zweitgrößte) sowie eines von drei Oberzentren des Landes. Die nächstgelegenen größeren Städte sind Halle, etwa 40 km südwestlich, Leipzig, etwa 52 km südöstlich und Magdeburg, etwa 53 km nordwestlich. Historisch war Dessau Hauptstadt und Residenz des Fürsten-, späteren Herzogtums Anhalt-Dessau und Anhalt. Bei den Luftangriffen auf Dessau im Zweiten Weltkrieg wurden 80 % der Stadt zerstört, allerdings blieben zahlreiche Kulturdenkmale der Stadt erhalten. Das Bauhaus Dessau und das Dessau-Wörlitzer Gartenreich gehören zum UNESCO-Welterbe.

## Geographie

### Lage

Falschfarbenbild der Dessau-Wörlitzer Elbauen zwischen Dessau und Coswig mit Muldemündung aus DGM1-Daten

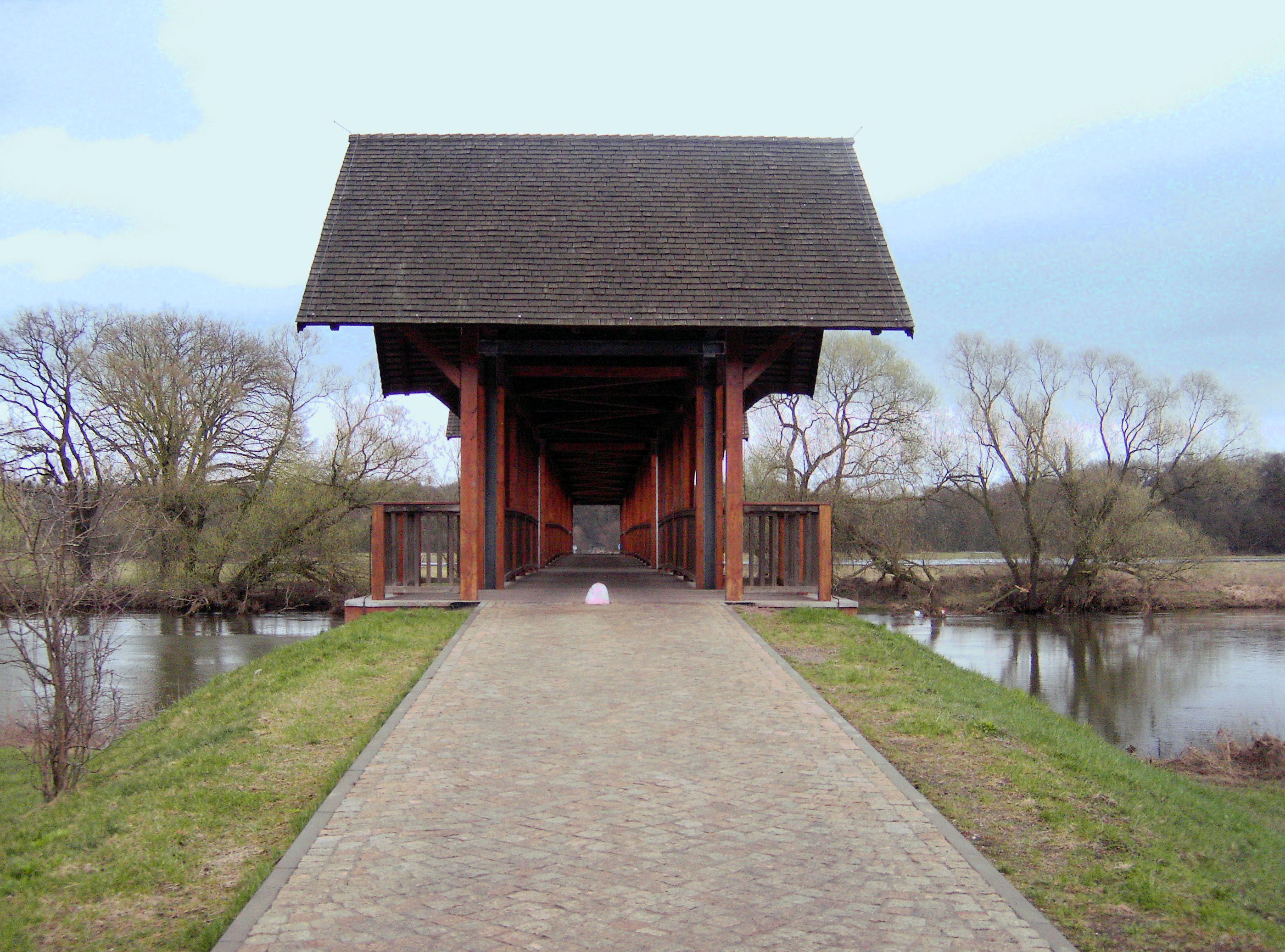
Jagdbrücke an der Mulde bei Dessau

Dessau liegt inmitten einer ausgedehnten Auenlandschaft beiderseits der unteren Mulde, die nördlich der Stadt in die Elbe mündet. Die Stadt wird regelmäßig durch Hochwasser bedroht, da das Wasser der Mulde nach starken Regenfällen nicht mehr in die Elbe abfließen kann und sich staut; so wurde im Jahr 2002 der Ortsteil Waldersee vollständig überflutet.
Im Süden grenzt die Stadt an die waldreiche Mosigkauer Heide, in der die Taube entspringt. Dessau liegt auf einer Höhe von 61 m ü. NN. Die höchste Erhebung ist die ca. 110 m hohe ehemalige Mülldeponie (Scherbelberg) im Südwesten der Stadt. Dessau ist von zahlreichen Schloss- und Parkanlagen umgeben und zählt deshalb zu den grünsten Städten Deutschlands.

### Stadtgliederung
Das Stadtgebiet Dessaus war für statistische Zwecke in 21 Stadtteile und 49 statistische Bezirke eingeteilt.
| - 01 Innerstädtischer Bereich Nord - 02 Innerstädtischer Bereich Mitte - 03 Innerstädtischer Bereich Süd - 04 Süd - 05 Haideburg - 06 Törten - 07 Mildensee | - 08 Waldersee - 09 Ziebigk - 10 Siedlung - 11 Großkühnau - 12 Kleinkühnau - 13 West - 14 Alten | - 15 Kochstedt - 16 Mosigkau - 17 Zoberberg - 18 Kleutsch - 19 Sollnitz - 20 Brambach - 21 Rodleben mit Ortsteil Tornau |

Verwaltungsmäßig sind für Dessau gemäß § 14 der Hauptsatzung 10 Ortschaften gebildet worden. Dabei handelte es sich um früher selbständige Gemeinden. Jede Ortschaft hatte einen Ortschaftsrat, der je nach Einwohnerzahl der Ortschaft zwischen drei und sieben Mitglieder hatte. Vorsitzender des Ortschaftsrat war der Ortsbürgermeister. Die Ortschaftsräte waren zu wichtigen, die Ortschaft betreffenden Angelegenheiten zu hören. Die endgültige Entscheidung oblag jedoch dem Stadtrat der Gesamtstadt Dessau.
Die zehn Ortschaften Dessaus (in Klammern die Einwohnerzahl zum 31. Dezember 2006; keiner dieser Ortschaften zugeordnet sind 60.496 Einwohner):
| - Dessau-Großkühnau (1.025) - Dessau-Kleinkühnau (1.761) - Dessau-Mosigkau (2.212) - Dessau-Kochstedt (4.343) - Dessau-Waldersee (2.656) | - Dessau-Mildensee (2.136) - Dessau-Kleutsch (424) - Dessau-Sollnitz (270) - Dessau-Rodleben (1.561) - Dessau-Brambach (396) |

## Geschichte

### Überblick

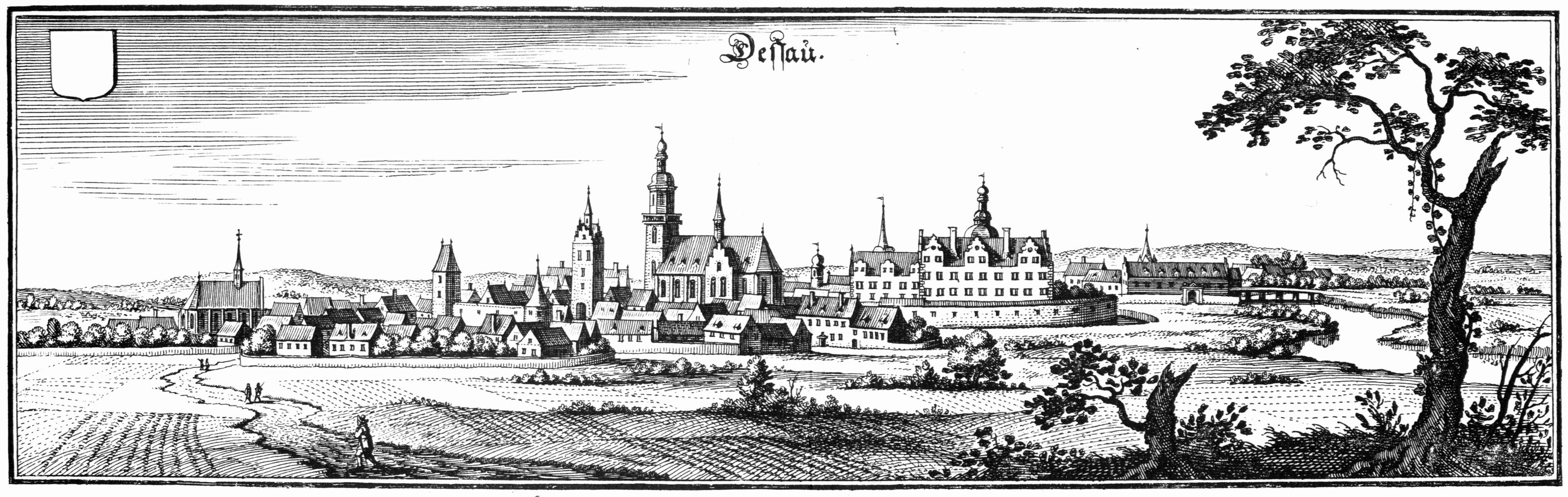
Dessau im 17. Jahrhundert

Dessau, 1213 erstmals urkundlich erwähnt, war Ende des 12. Jahrhunderts als Handelsplatz an der Kreuzung von Handelsstraßen an der Mulde nahe ihrer Mündung in die Elbe entstanden. Später entwickelte sich der durch die askanische Burg Waldeser geschützte Ort zur Ackerbürgerstadt und wurde 1470 zur festen Residenz der Fürsten von Anhalt-Dessau bzw. Anhalt. Die Errichtung des Residenzschlosses und der Ausbau der Marienkirche waren die ersten Bautätigkeiten der Fürsten in Dessau. Die Stadt hatte nur begrenzte Selbstverwaltung, so dass ihre Geschichte untrennbar mit der von Anhalt-Dessau und dessen Fürstenhaus verknüpft ist.
Die Reformation wurde in Dessau zunächst zögerlich angenommen. Noch 1526 schlossen sich in der Stadt katholische Fürsten zum Dessauer Bund zusammen. Aber 1534 wurde die Reformation durch Georg III. offiziell eingeführt. Als 1552 viele Einwohner Dessaus der Pest zum Opfer fielen, evakuierte Fürst Joachim den Hof nach Schloss Warmsdorf bei Güsten.

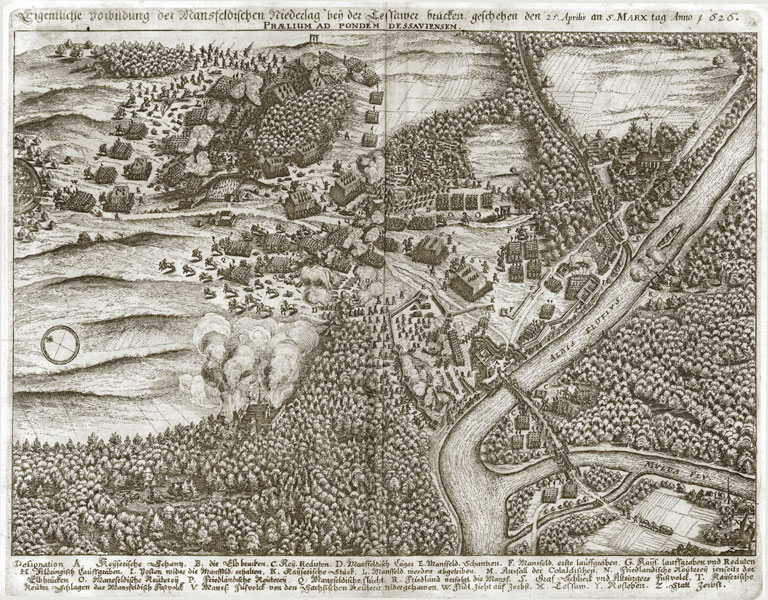
Schlacht bei Dessau im Dreißigjährigen Krieg

Ende des 16. Jahrhunderts erlebte Dessau einen wirtschaftlichen Aufschwung, dem der Dreißigjährige Krieg ein Ende setzte. Die Elbbrücke bei Roßlau machte Dessau zum Durchmarschgebiet zahlreicher Truppen aller kriegführenden Seiten und Schauplatz einer großen Schlacht 1626, der Schlacht an der Elbbrücke. Erst Ende des 17. Jahrhunderts konnte Dessau an die Vorkriegsentwicklung anknüpfen, unterstützt durch die aktive Peuplierungspolitik des Fürsten, der auch eine große jüdische Gemeinde erstehen ließ. Während der Regentschaft von Leopold I., des Alten Dessauers, wurde Dessau zu einer barocken Residenz umgebaut und erweitert.

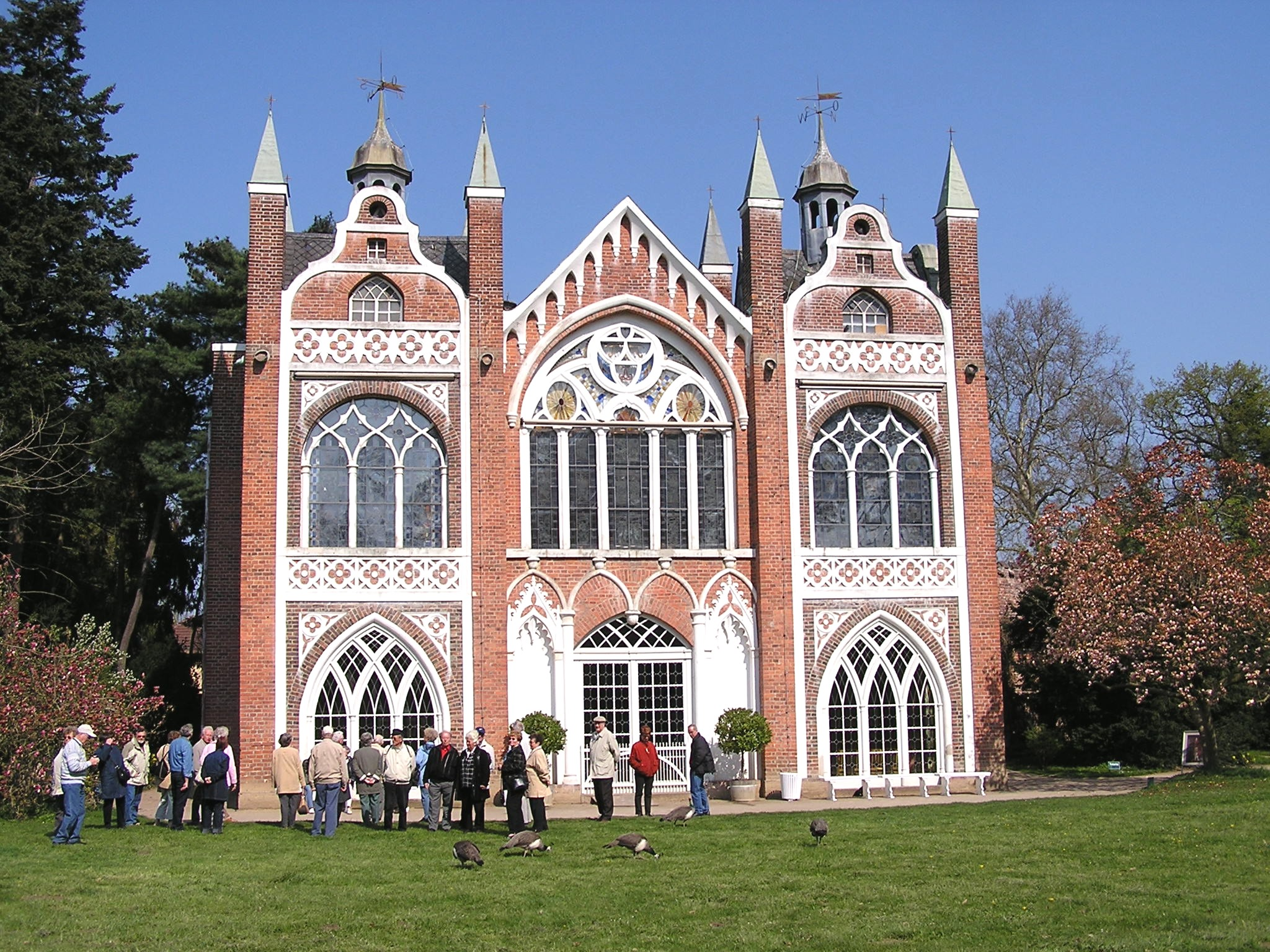
Dessau-Wörlitzer Gartenreich, durch Leopold III. Friedrich Franz angelegt

In der zweiten Hälfte des 18. Jahrhunderts unter Fürst Leopold III. Friedrich Franz wurde Dessau zu einem Zentrum der Aufklärung in Deutschland, das mit einem tiefgreifenden Reformwerk in Bildung und Landeskultur und der Anlage des Dessau-Wörlitzer Gartenreichs sowie zahlreichen Bauten im Stil des Klassizismus europaweit Aufmerksamkeit erregte.
Die Industrialisierung der Region setzte 1844 mit der Gründung der Maschinenfabrik der Gebrüder Sachsenberg in Roßlau ein. Dessau wurde mit den Industriebetrieben u. a. der Berlin-Anhaltischen Maschinenbau AG (BAMAG, gegr. 1872) und der Dessauer Waggonfabrik (1895) zu einer Stadt des Maschinen- und Fahrzeugbaus und mit der 1871 gegründeten Dessauer Actien Zucker Raffinerie auch der Lebensmittelindustrie. Der ab 1915 in Dessau betriebene Flugzeugbau der späteren Junkers Flugzeug- und Motorenwerke begann in der dortigen, 1895 gegründeten Fabrik für Gasbadeöfen von Junkers & Co.

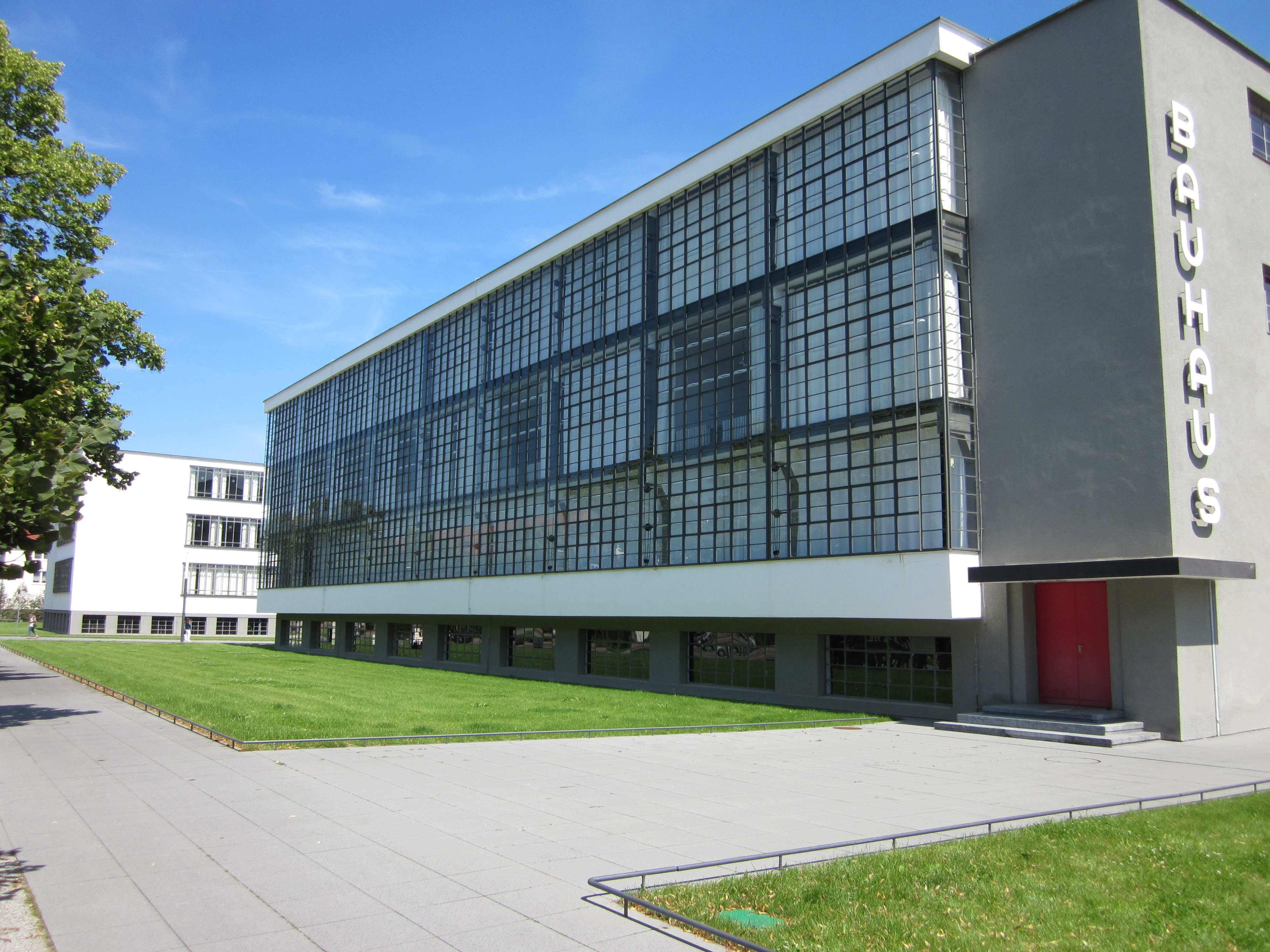
Das 1926 nach Plänen von Walter Gropius errichtete Bauhaus ist ein Wahrzeichen Dessaus.

Das 1919 in Weimar gegründete Bauhaus wurde 1925/26 in das von Walter Gropius geplante Gebäude des Bauhauses Dessau verlegt. Am 22. August 1932 beschloss der Dessauer Gemeinderat auf Antrag der NSDAP-Fraktion die Auflösung des Bauhauses, bei Stimmenthaltung der SPD und Gegenstimmen vom Oberbürgermeister und den vier Stimmen der KPD, zum 1. Oktober 1932. Ludwig Mies van der Rohe führte es dann noch bis Mitte 1933 als private Institution in Berlin weiter.
Seit 1918 Hauptstadt des Freistaates Anhalt, wurde Dessau zunächst kreisfreie Stadt, zum 1. Januar 1932 Kreisstadt des neugebildeten Landkreises Dessau-Köthen, nach 1933 Gauhauptstadt des NSDAP-Gaus Magdeburg-Anhalt und, durch Eingemeindung von Roßlau, 1935 zur Großstadt. Wie in vielen anderen deutschen Städten wurden in der Reichspogromnacht 1938 die Alte Synagoge niedergebrannt und in der Folgezeit die noch verbliebenen Juden deportiert.

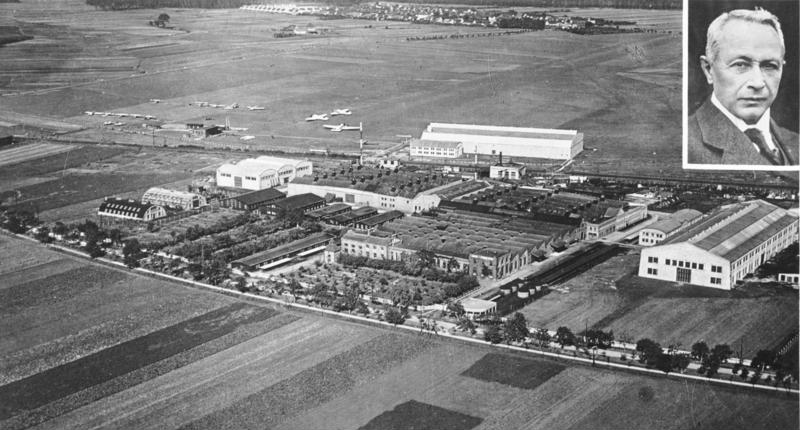
Junkers-Werke Dessau

Die Stadt Dessau und die am Stadtrand gelegenen Junkers Flugzeug- und Motorenwerke wurden ab 1940 Ziel von insgesamt 20 alliierten Luftangriffen. Am 7. März 1945 wurde das dichtbesiedelte Stadtzentrum von Dessau zum Kernzielgebiet eines nächtlichen britischen Bombenangriffs im Rahmen der Area Bombing Directive, mit 520 schweren Lancaster-Bombern und 1.700 Tonnen Spreng- und Brandbomben. Durch den Luftangriff wurden 700 Menschen getötet und 80 Prozent des bebauten Stadtgebietes zerstört. In der Altstadt wurden nahezu 97 Prozent aller Gebäude vollständig zerstört oder irreversibel beschädigt. Das historische Stadtbild mit seinen Kirchen, Schlossanlagen, vielen öffentlichen Gebäuden, Adels- und Bürgerbauten ging dadurch nahezu vollständig verloren.
Im Zuge der Neugliederung und der Verordnung vom 23. Juli 1945 kam das Land Anhalt zum 1. Februar 1946 zur Provinz Sachsen und bildete zusammen mit dieser das neue Land Sachsen-Anhalt mit den Bezirken Dessau, Magdeburg und Merseburg. Der Ortsteil Roßlau wurde aus der Stadt Dessau wieder ausgegliedert.
Nach 1945 verlor Dessau seine Hauptstadtfunktion, war aber noch bis 1952 Sitz der Bezirksregierung und wurde mit der Verwaltungsreform von 1952 dem Bezirk Halle zugeordnet. Das Stadtzentrum und etliche Kulturbauten wurden im Stil der Zeit wieder aufgebaut. Ab 1972 wieder vorübergehend Großstadt, blieb Dessau Industriestadt mit Schwerpunkten im Maschinen-, Anlagen- und Waggonbau und wurde in der DDR-Zeit größter Brauereistandort.
Die Stadt vergab in der DDR einen Wilhelm-Müller-Kunstpreis.
Nach der Wende 1989/1990 ging die Industriebasis weitgehend verloren, und hohe Arbeitslosigkeit führte zur Abwanderung von Einwohnern, der mit Eingemeindungen begegnet wurde. Dessau gelangte nun in das wiedergegründete Bundesland Sachsen-Anhalt. Die Stadt wurde zum Sitz des Regierungsbezirks Dessau bestimmt.
Im April 1992 wurde im historischen Bauhausgebäude die Fachhochschule Anhalt am Standort Dessau (heute: Hochschule Anhalt) und 1994 die Stiftung Bauhaus Dessau gegründet.

### Eingemeindungen
| Ehemalige Gemeinde    | Datum                            | Anmerkung                                                                                          |
| --------------------- | -------------------------------- | -------------------------------------------------------------------------------------------------- |
| Alten                 | 01.10.1923                       | Eingemeindung nach Dessau                                                                          |
| Brambach              | 01.01.2005                       | Eingemeindung nach Dessau                                                                          |
| Dellnau               | 01.05.1930 15.04.1933            | Eingemeindung nach Dessau Zusammenschluss mit Pötnitz und Scholitz zu Mildensee                    |
| Dessau                | 01.07.2007                       | Zusammenschluss mit Roßlau/Elbe zu Dessau-Roßlau                                                   |
| Großkühnau            | 01.10.1923                       | Eingemeindung nach Dessau                                                                          |
| Haideburg, Gutsbezirk | 01.01.1949                       | Eingemeindung nach Dessau                                                                          |
| Jonitz                | 01.05.1930 15.04.1933 01.04.1935 | Eingemeindung nach Dessau Ausgliederung aus Dessau Zusammenschluss mit Naundorf zu Jonitz-Naundorf |
| Jonitz-Naundorf       | 24.07.1935                       | Umbenennung in Waldersee                                                                           |
| Kleinkühnau           | 01.10.1923                       | Eingemeindung nach Dessau                                                                          |
| Kleutsch              | 01.07.1994                       | Eingemeindung nach Dessau                                                                          |
| Kochstedt             | 01.07.1950                       | Eingemeindung nach Dessau                                                                          |
| Mildensee             | 01.11.1945                       | Eingemeindung nach Dessau                                                                          |
| Mosigkau              | 25.07.1952                       | Eingemeindung nach Dessau                                                                          |
| Naundorf              | 01.05.1930 15.04.1933 01.04.1935 | Eingemeindung nach Dessau Ausgliederung aus Dessau Zusammenschluss mit Jonitz zu Jonitz-Naundorf   |
| Neeken                | 01.07.1950                       | Eingemeindung nach Brambach                                                                        |
| Pötnitz               | 01.05.1930 15.04.1933            | Eingemeindung nach Dessau, Zusammenschluss mit Scholitz und Dellnau zu Mildensee                   |
| Rietzmeck             | 01.07.1950                       | Eingemeindung nach Brambach                                                                        |
| Rodleben              | 01.01.2005                       | Eingemeindung nach Dessau                                                                          |
| Roßlau (Elbe)         | 01.04.1935 01.04.1946 01.07.2007 | Eingliederung nach Dessau Ausgliederung aus Dessau Zusammenschluss mit Dessau zu Dessau-Roßlau     |
| Scholitz              | 01.05.1930 15.04.1933            | Eingemeindung nach Dessau Zusammenschluss mit Pötnitz und Dellnau zu Mildensee                     |
| Sollnitz              | 01.07.1994                       | Eingemeindung nach Dessau                                                                          |
| Tornau                | 01.07.1950                       | Eingemeindung nach Rodleben                                                                        |
| Törten                | 01.10.1923                       | Eingemeindung nach Dessau                                                                          |
| Waldersee             | 01.11.1945                       | Eingemeindung nach Dessau                                                                          |
| Ziebigk               | 01.10.1923                       | Eingemeindung nach Dessau                                                                          |

### Einwohnerentwicklung

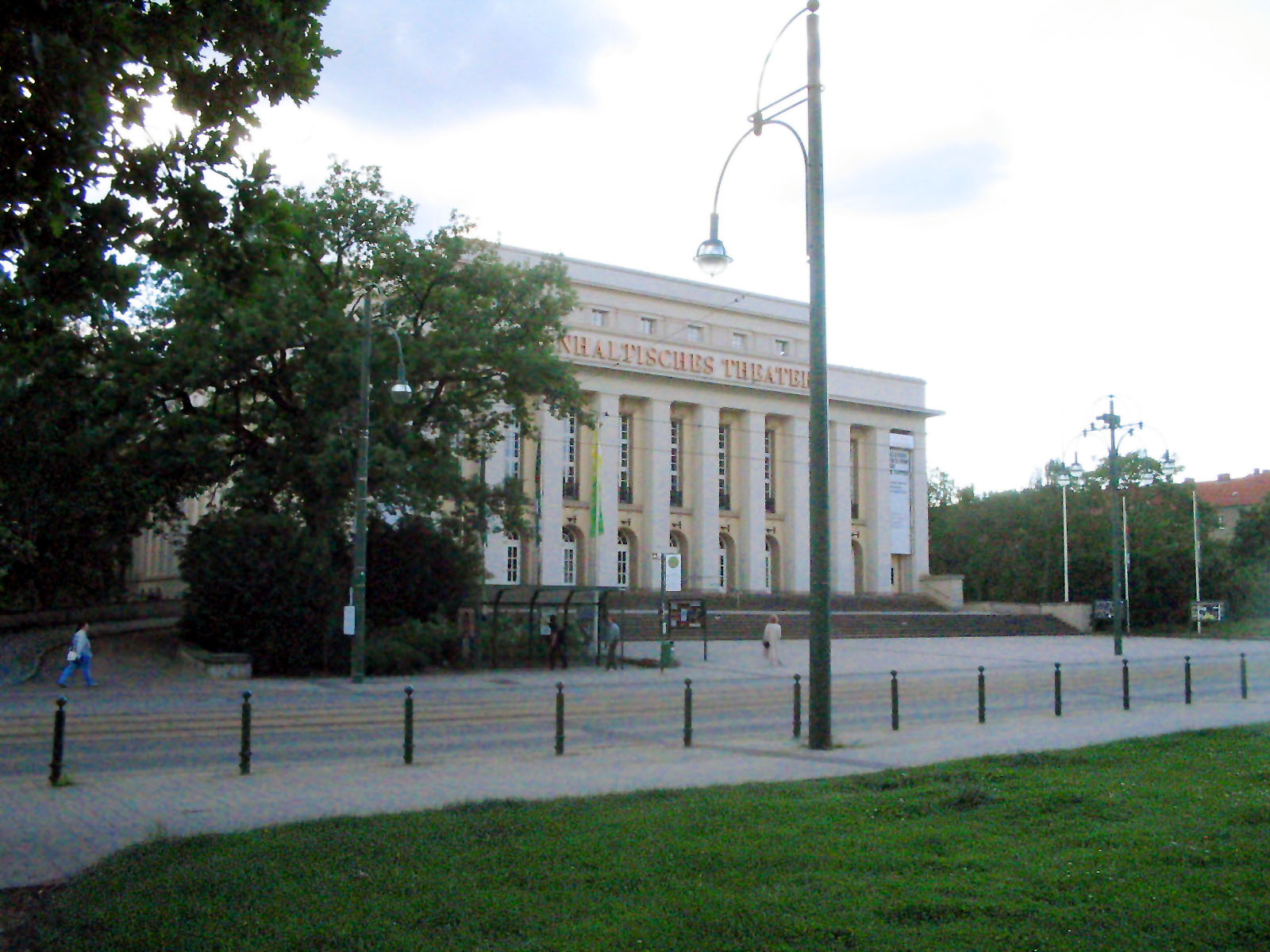
Anhaltisches Theater, ehemaliges Landestheater

Die Einwohnerzahl der Stadt Dessau überschritt bereits am 1. April 1935 mit der Eingemeindung von Roßlau die Grenze von 100.000, wodurch sie zur Großstadt wurde. 1940 erreichte die Bevölkerungszahl mit 131.400 ihren historischen Höchststand. Auf Grund der schweren Zerstörungen im Zweiten Weltkrieg und der Ausgliederung von Roßlau am 1. April 1946 sank die Einwohnerzahl wieder unter die Grenze von 100.000 und lag im Dezember 1945 bei 85.663. Das ist ein Rückgang gegenüber 1940 um 35 Prozent.
Im Jahre 1972 überschritt die Bevölkerungszahl erneut die Grenze von 100.000. Seit der Wende in der DDR (1989) war die Einwohnerzahl von zuletzt ca. 103.000 um ein Viertel auf weniger als 80.000 gesunken – bedingt durch Abwanderung und eine negative Geburten-Sterbe-Rate. Um diesem Trend entgegenzuwirken, wurden Eingemeindungen vorbereitet. Dennoch war es damit auch nicht möglich, die Großstadtgrenze zu erreichen. Am 31. Dezember 2006 betrug die amtliche Einwohnerzahl für Dessau nach Fortschreibung des Statistischen Landesamtes Sachsen-Anhalt 77.394 (nur Hauptwohnsitze und nach Abgleich mit den anderen Landesämtern). Dessau-Roßlau liegt ebenfalls, mit einem Altersdurchschnitt von 50,2 Jahren, auf Platz 3 der Städte und Landkreise mit dem höchsten Durchschnittsalter in Deutschland im Jahr 2022.

### Sprachentwicklung (Mundart)
In Dessau wird heutzutage ein regional eingefärbtes Hochdeutsch gesprochen. Die Dialekte in Sachsen-Anhalt weisen jedoch in der Region um die ehemaligen Residenzstädte Dessau, Köthen (Anhalt) und Bernburg (Saale) sowie teilweise auch Zerbst eine charakteristische Mundart auf. Ein typischer Regiolekt ist die Anhaltische Mundart („Das Anhaltische“), die hier bis in die Gegenwart in der Buchliteratur als Prosa und auch als Lyrik gepflegt wird. Diese Mundart umfasst ein Siedlungsgebiet der ehemaligen Fürstentümer und späteren Herzogtümer Anhalt-Dessau, Anhalt-Köthen, Anhalt-Bernburg mit zeitweilig Anhalt-Plötzkau sowie nördlich angrenzend teilweise Anhalt-Zerbst.

## Religionen

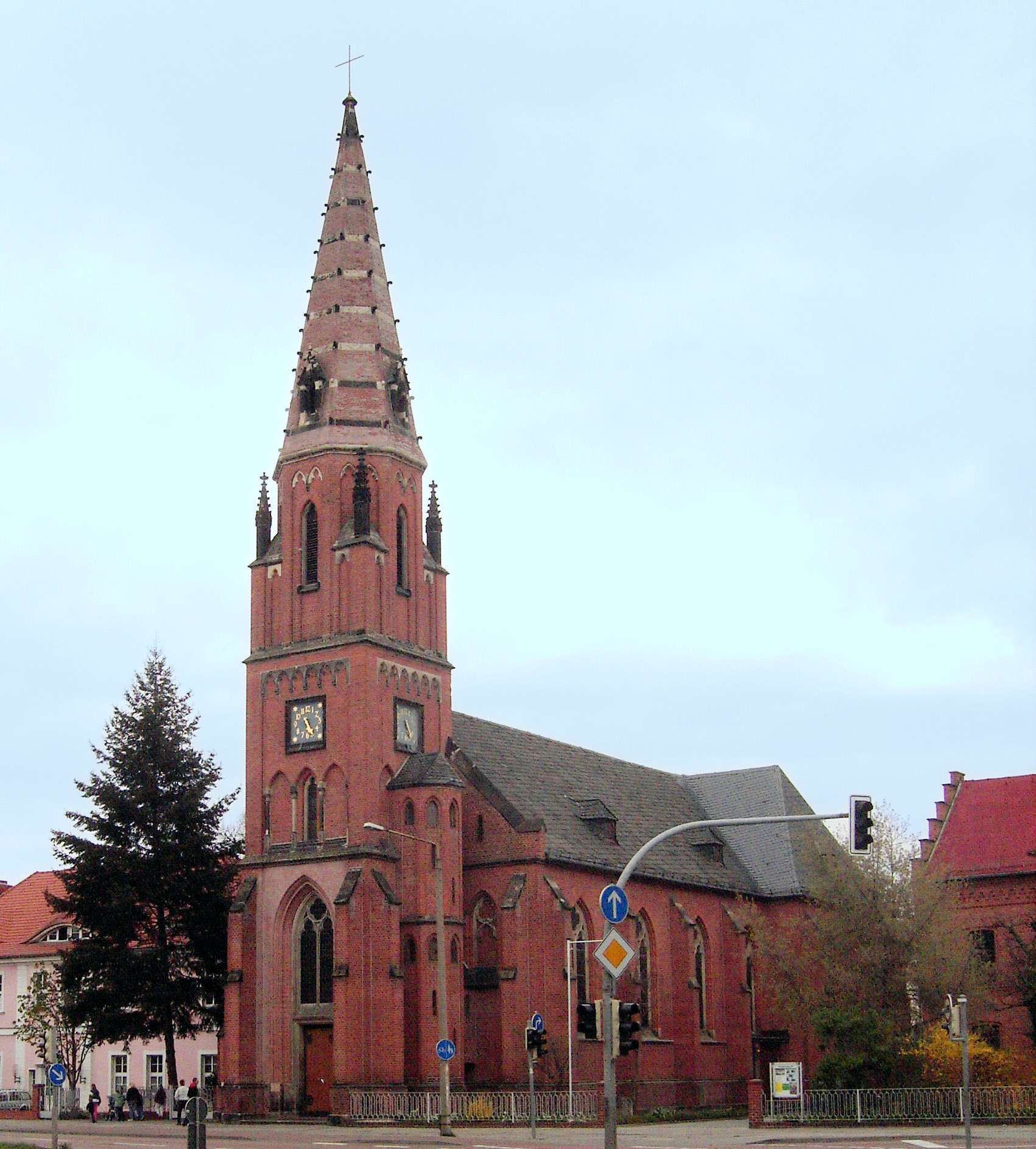
Propsteikirche St. Peter und Paul

Die Stadt Dessau gehörte von Anfang an zum Erzbistum Magdeburg. Aus diesem Grunde erreichte die Reformation Dessau später als Cöthen (1525) und Bernburg (Saale) (1526). Erst 1534 hat Georg III. die Reformation offiziell in Dessau eingeführt. Danach gab es sowohl Anhänger des lutherischen als auch des reformierten Bekenntnisses. Die Vorherrschaft beider Bekenntnisse wechselte im Laufe der Geschichte mehrmals. 1827 wurde eine Union beider Bekenntnisse durchgeführt (Unierte Kirche). Nach der Vereinigung der anhaltischen Fürstentümer 1863 war Dessau Hauptstadt und damit auch Sitz der Kirchenverwaltung der Evangelischen Landeskirche Anhalts, die zwischen 1875 und 1878 eine synodale Grundlage erhielt. Nach dem Ersten Weltkrieg wurde die Landeskirche von einem Oberkirchenrat geleitet, der seit 1957 den Titel Kirchenpräsident führt. Sein Amtssitz befindet sich in Dessau. Die protestantischen Kirchengemeinden Dessaus gehören – sofern es sich nicht um Freikirchen handelt – zum Kirchenkreis Dessau, der sich in mehrere Regionen aufteilt.
Ab 1750 gab es auch wieder Katholiken in Dessau, deren Zahl sich stets vergrößerte, zuletzt 1945 durch den Zuzug vertriebener Schlesier. 1858 erhielten sie wieder eine eigene Kirche. Sie gehörten bereits ab 1821 zum Bistum beziehungsweise ab 1929 Erzbistum Paderborn. Nach dem Zweiten Weltkrieg wurde es für den Erzbischof immer schwerer, seine Amtsgeschäfte im Ostteil seines Erzbistums wahrzunehmen. Daher wurde in Magdeburg 1946 ein Generalvikar eingesetzt, der 1949 zum Weihbischof ernannt wurde und zu dessen Amtsbezirk auch die Pfarrgemeinden in Dessau gehörten. Am 23. Juli 1973 wurde ein Bischöfliches Amt errichtet, dessen Jurisdiktion dem Bischof und Apostolischen Administrator in Magdeburg, Johannes Braun, übertragen wurde. Dieses Bischöfliche Amt gehörte zwar offiziell zum Erzbistum Paderborn und der Apostolische Administrator war dementsprechend auch nur als Weihbischof dort tätig, doch entwickelte es sich faktisch zu einem eigenständigen Bistum. Am 8. Juli 1994 wurde das bisherige Bischöfliche Amt Magdeburg zum Bistum erhoben und (wieder) der Erzdiözese Paderborn als Suffragandiözese unterstellt. Die katholischen Pfarrgemeinden Dessaus gehören zum Dekanat Dessau innerhalb des Bistums Magdeburg.
In Dessau, der Stadt, aus der Moses Mendelssohn und Kurt Weill stammen, besteht auch wieder eine jüdische Gemeinde. Sie zählt um die 350 Mitglieder und setzt sich heute hauptsächlich aus Einwanderern aus der ehemaligen Sowjetunion zusammen.
Der größte Teil der Einwohner Dessaus ist konfessionslos, wie in den meisten Orten der ehemaligen DDR.

## Politik

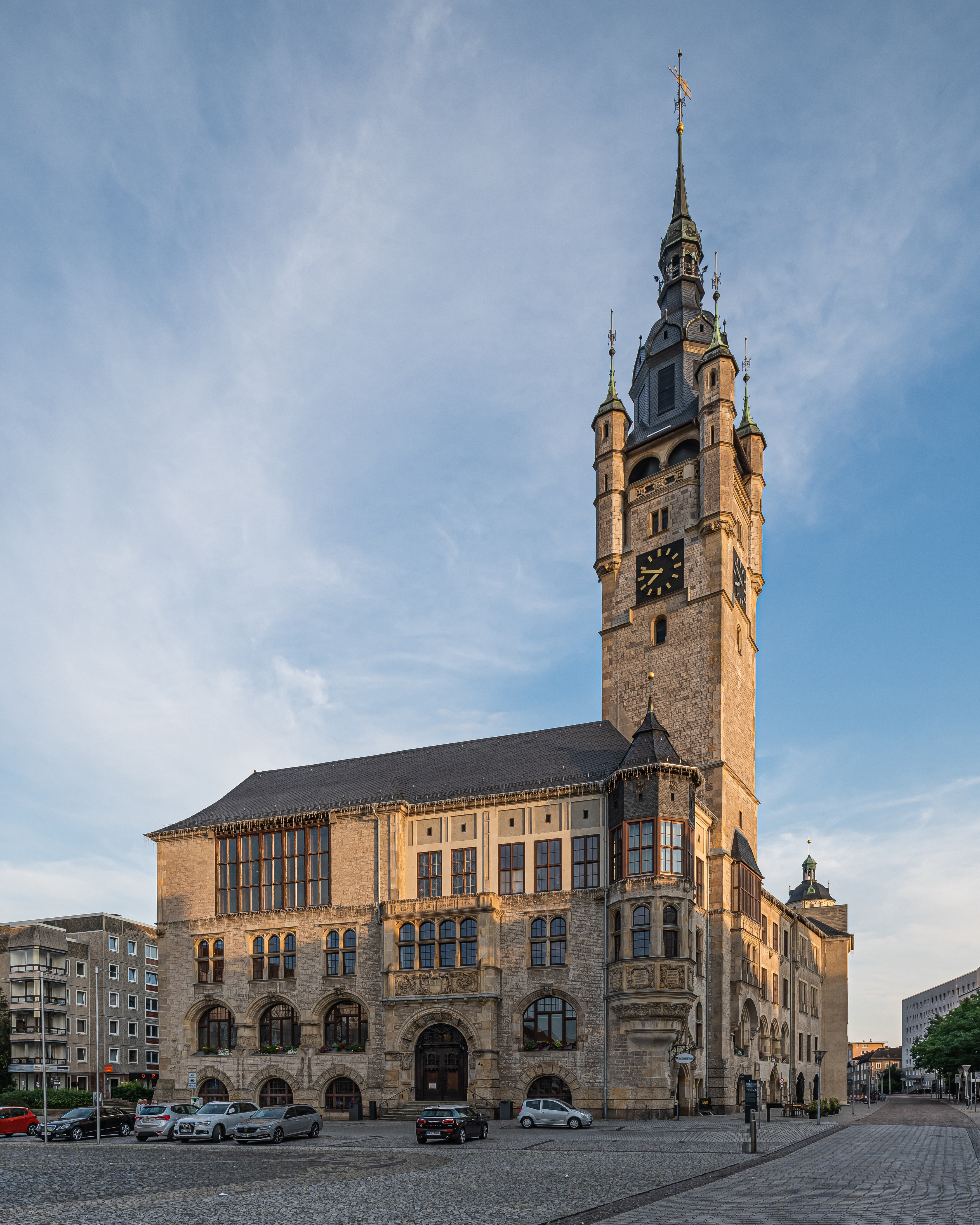
Rathaus Dessau

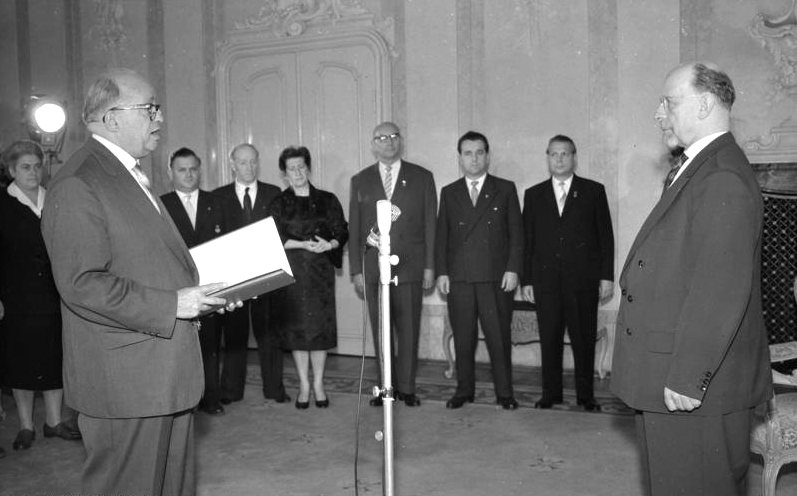
Oberbürgermeisterin Maria Dank (hinten links)

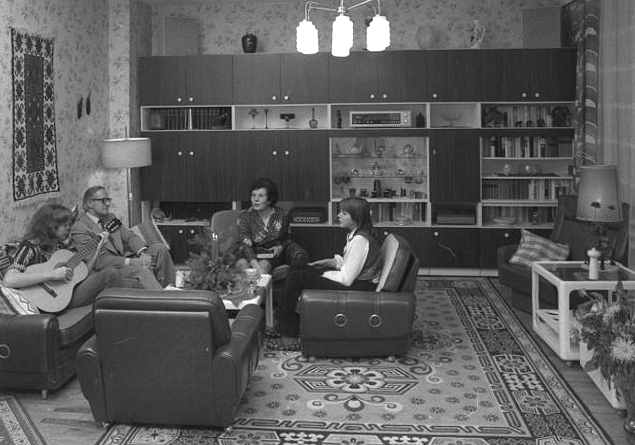
Oberbürgermeisterin Thea Hauschild mit Familie

Die Selbstverwaltung der Bürgerschaft in Dessau ist erstmals 1372 erwähnt. An der Spitze der Stadt stand zunächst der vom jeweiligen Fürst eingesetzte Schultheiß, der zusammen mit den Schöffen den Rat bildete. Der Rat wurde ab 1372 in zwei „Mittel“, ab 1600 in drei und ab 1785 wieder in zwei Mittel geteilt. 1832 wurde die Ratsverfassung aufgehoben. Bis in jene Zeit wechselten die Bürgermeister in Dessau nahezu jährlich. Danach gab es in der Stadt einen Stadtrat und eine Stadtverordnetenversammlung. Bis in jene Zeit unterschied man in eine „Stadt unter dem Rat“ und eine „Stadt unter dem Amt“, wobei letztere unter fürstlicher Verwaltung und Gericht stand. Beide „Städte“ wurden 1834 vereinigt. 1852 wurde eine neue Städteordnung eingeführt. Danach trug das Stadtoberhaupt den Titel Oberbürgermeister. In der Zeit des Nationalsozialismus wurde der Oberbürgermeister von der NSDAP eingesetzt und nach dem Zweiten Weltkrieg entsprechend den Vorgaben der Besatzungsmacht in der Sowjetischen Besatzungszone bzw. nach 1949 in der DDR der „Rat der Stadt“ als Exekutive mit einem Oberbürgermeister gebildet. Die Stadtverordnetenversammlung wurde von der wahlberechtigten Bevölkerung gewählt. Nach den politischen Veränderungen in der DDR 1989/1990 wurde dieses Gremium, ab 1994 als Stadtrat bezeichnet, wieder frei gewählt. Der zunächst vom Stadtrat bestimmte Oberbürgermeister wird seit 1994 direkt gewählt.

### Stadtoberhäupter
Folgende Personen waren Ratsherren:
- 1581: Anthonius Fehre
- 1581: Merten Petzsch
- 1592: Johann Messerschmidt
- 1597: Vollrat Happach
- 1624: Hans Krüger
- 1647 bis 1655: Johann Zach
- 1647 bis 1650: Jacob Lehman
- 1657 bis 1670: Blasius Lehman
- 1660: Peter Glauberg
- 1677: Johann Leuderitz
- 1681 bis 1686: Stephan Ernst von Bergen
- 1682 bis 1687: Christian Herre
- 1702: Christian Caspar Paris

Folgende Personen waren Ratskämmerer:
- 1581, 1587, 1588: Valentinus Reinhart
- 1596: Matthes Zeunichen
- 1597: Gall Rulecke
- 1601: Vollrat Happach
- 1615, 1616, 1619: Gottfried von Bergen
- 1618, 1635: Johann Happach (Sohn von Vollrat Happach)
- 1647: Christoph Clausnitzer
- 1647 bis 1657: Friedrich Herre
- 1664: Christodorus Albini
- 1669, 1671: Johann Ernst Jäger
- 1671: Johann Zach
- 1681: Rudolph Föhse
- 1702: Caspar Stubenrauch
- 1704: Johann Christoph Haupt

Ab 1607 waren folgende Personen Bürgermeister von Dessau:
- Georg Fuchs, 1607–1611
- Vollrat Happach, 1617– 1636
- Stephan Körting, ca. 1636 bis zu seinem Tode 1669
- Adolph Loose 1640
- Bernhard Meyer 1642 und 1646
- Johann Leopold Stubenrauch, zwischen 1771 und 1828 Bürgermeister in jährlichem Wechsel mit anderen
- Ludwig Gustav Meyer, 1801, 1803, 1805
- Karl Friedrich Bornkessel, 1807, 1809, 1811, 1813
- Marius Leopold Friedrich Siebigk, 1815 bis 1834 in jährlichem Wechsel mit anderen

- 1834–1848: Georg Gottfried Richter, Stadtdirektor
- 1848–1852: Karl Wilhelm Fritsche, Bürgermeister
- 1852–1884: Franz Medicus, ab 1864 Oberbürgermeister
- 1884–1897: Friedrich Funk, Oberbürgermeister
- 1898–1918: Ernst Ebeling, Oberbürgermeister
- 1918–1933: Fritz Hesse (DDP), Bürgermeister, ab 1927 Oberbürgermeister
- 1933: Emil Evers (NSDAP), kommissarisch
- 1933–1945: Hanns Sander (NSDAP), Oberbürgermeister
- 1945: Friedrich Walther (parteilos), Oberbürgermeister
- 1945–1946: Fritz Hesse (LDPD), Oberbürgermeister
- 1946–1949: Karl Adolphs (SED), Oberbürgermeister
- 1949–1951: Lisa Krause (SED), Oberbürgermeisterin
- 1951–1961: Maria Dank (SED), Oberbürgermeisterin
- 1955–1956: Paul Zabel, Oberbürgermeister in einer Übergangszeit
- 1961–1963: Helmut Klapproth (SED), Oberbürgermeister
- 1963–1984: Thea Hauschild (SED), Oberbürgermeisterin
- 1984–1990: Sylvia Retzke (SED), Oberbürgermeisterin
- 1990: Christoph Döring, Oberbürgermeister (war bereits von 1987 bis 1988 amtierender Oberbürgermeister, während Retzke auf der Parteihochschule war)
- 1990–1994: Jürgen Neubert (FDP), Oberbürgermeister
- 1994–2006: Hans-Georg Otto (SPD/später: parteilos), Oberbürgermeister
- Vom 1. November 2006 wurde, nach dem altersbedingten Ausscheiden von Hans-Georg Otto, die Stadt Dessau bis zur Fusion mit der Stadt Roßlau am 1. Juli 2007 vom Baudezernenten Karl Gröger geleitet.
- 2006–2007: Karl Gröger
- 2007–2014: Klemens Koschig (parteilos), Oberbürgermeister
- 2014–2021: Peter Kuras (FDP), Oberbürgermeister
- seit 2021: Robert Reck (parteilos), Oberbürgermeister

### Stadtrat
Der letzte Stadtrat der Stadt Dessau vor der Fusion mit Roßlau wurde bei der Kommunalwahl am 13. Juni 2004 gewählt und setzte sich wie folgt zusammen:
Oberbürgermeister: 1 Sitz
- CDU: 15 Sitze
- PDS: 12 Sitze
- SPD: 8 Sitze
- FDP: 3 Sitze
- Bündnis 90/Die Grünen: 2 Sitze
- Freie Wähler: 2 Sitze
- BdS: 1 Sitz
- DSU: 1 Sitz
- Alternative: 3 Sitze
- Pro Dessau: 3 Sitze

Vorsitzender des Stadtrates war Stefan Exner (CDU).

### Wappen
Blasonierung: „Gespalten mit golden-rot geviertem Schildfuß, vorn in Silber am Spalt ein roter, goldbewehrter Adler mit roter Zunge; hinten neunmal geteilt von Schwarz und Gold, belegt schrägrechts mit einem grünen Rautenkranz. Das Wappen wird gekrönt von fünf roten Mauerzinnen. Die Stadtfarben zeigen gold (gelb) und rot.“
Das Wappen hat seinen Ursprung im Herzschild des Fürstentum Anhalt, dessen Residenzstadt Dessau war. Es ist bereits seit 1540 im Gebrauch. Dabei steht der Adler für die Markgrafschaft Brandenburg, der Balken und Rautenkranz für das Herzogtum Sachsen. Der viergeteilte Schildfuß wurde später als Zeichen für die Herrschaft Waldersee gedeutet. Die das Wappen seit 1952 bekrönenden Zinnen sind eine freie Zutat.

## Persönlichkeiten

### Ehrenbürger
- Wilhelm Friedrich Loeper (1883–1935), NSDAP-Gauleiter des Gaus Magdeburg-Anhalt[8]
- 1937 Joachim Albrecht Eggeling, NSDAP-Gauleiter des Gaus Halle-Merseburg[9]

### In Dessau geboren

#### Bis 1800
- Johann IV. von Anhalt-Zerbst (1504–1551), Fürst von Anhalt-Zerbst
- Georg III., Fürst von Anhalt-Dessau (1507–1553), Landesfürst, katholischer Priester und evangelischer Reformator
- Joachim Ernst von Anhalt (1536–1586), Fürst von Anhalt
- Bernhard VII. von Anhalt (1540–1570), Fürst von Anhalt
- Bernhard VIII. von Anhalt (1571–1596), Oberst des Obersächsischen Reichskreises
- Agnes Hedwig von Anhalt (1573–1616), Kurfürstin von Sachsen, Herzogin von Schleswig-Holstein-Sonderburg
- Dorothea Maria von Anhalt (1574–1617), Äbtissin des Stiftes Gernrode und Frose, Herzogin von Sachsen-Weimar
- August von Anhalt-Plötzkau (1575–1653), Fürst von Anhalt-Plötzkau
- Ludwig I. von Anhalt-Köthen (1579–1650), regierender Fürst von Anhalt-Köthen und Gründer der Fruchtbringenden Gesellschaft
- Anna Sophia von Anhalt (1584–1652), Gräfin von Schwarzburg-Rudolstadt und Mitbegründerin der Tugendlichen Gesellschaft
- Agnes Magdalene von Anhalt-Dessau (1590–1626), Prinzessin von Anhalt-Dessau, Landgräfin von Hessen-Kassel
- Johann Kasimir, Fürst von Anhalt-Dessau (1596–1660), Landesfürst
- Anna Elisabeth von Anhalt-Dessau (1598–1660), Prinzessin von Anhalt-Dessau, Gräfin von Bentheim-Steinfurt
- Eleonore Dorothea von Anhalt-Dessau (1602–1664), Herzogin von Sachsen-Weimar
- Adolph Wilhelm von Krosigk (1609–1657), Politiker, Diplomat und Gesandter
- Georg Aribert von Krosigk (1617–1665), Gutsherr von Hohnsdorf und Beesedau, Hessen-kasselscher Hauptmann
- Johann Georg II., Fürst von Anhalt-Dessau (1627–1693), regierender Fürst
- Luise von Anhalt-Dessau (1631–1680), durch ihre Heirat Herzogin von Liegnitz, Brieg, Wohlau und Ohlau
- Friedrich Amadeus Gottlieb von Raumer (1643–1728), anhaltischer Regierungsdirektor, Staatsminister und fürstlicher Gesandter
- Theodor Christian Raumer (1644–1707), Rektor am Francisceum in Zerbst
- Bernhard Friedrich Albinus (1653–1721), Mediziner
- Marie Eleonore von Anhalt-Dessau (1671–1756), Fürstin Radziwiłł und Herzogin von Nieswicz und von Olyka
- Johann Georg von Raumer (1671–1747), anhaltischer Regierungspräsident und Präsident des Konsistoriums
- Leopold I., genannt Der Alte Dessauer (1676–1747), General und preußischer Heeresreformer
- Anna Luise Föhse (1677–1745), Ehefrau von Leopold I. von Anhalt-Dessau, Fürstin von Anhalt-Dessau
- Johanna Charlotte von Anhalt-Dessau (1682–1750), Fürstäbtissin von Herford, Markgräfin von Brandenburg-Schwedt
- Johann Wilhelm Friso von Nassau-Dietz (1687–1711), Prinz von Oranien und Fürst von Nassau-Dietz Statthalter in Leeuwarden
- Wilhelm Gustav von Anhalt-Dessau (1699–1737), Prinz von Anhalt-Dessau, preußischer Generalleutnant
- Leopold II. Maximilian (1700–1751), regierender Fürst von Anhalt-Dessau, preußischer Generalfeldmarschall
- Dietrich von Anhalt-Dessau (1702–1769), preußischer Generalfeldmarschall
- Moritz von Anhalt-Dessau (1712–1760), preußischer Generalfeldmarschall
- Anna Wilhelmine von Anhalt-Dessau (1715–1780), Prinzessin, Tochter von Fürst Leopold I. von Anhalt-Dessau
- Leopoldine Marie von Anhalt-Dessau (1716–1782), Markgräfin von Brandenburg-Schwedt
- Henriette Amalie von Anhalt-Dessau (1720–1793), Prinzessin, Stiftsdame des Stifts Herford und Gemäldesammlerin
- Georg Bernhard Leopold Zeller (1728–1803), Geiger, Kapellmeister und Komponist
- Moses Mendelssohn (1729–1786), Philosoph
- Karl Albrecht Friedrich von Raumer (1729–1806), preußischer Generalleutnant
- Friedrich Wilhelm Rust (1739–1796), Geiger und Komponist
- Leopold III. Friedrich Franz von Anhalt-Dessau, regierender Fürst und Herzog von Anhalt-Dessau
- Henriette Katharina Agnes von Anhalt-Dessau (1744–1799), Prinzessin, Dechantin im Stift Herford, Freifrau von Loën
- Gottfried Heinrich Schmidt (1744–nach 1796), Schauspieler und Theaterdirektor
- Maria Leopoldine von Anhalt-Dessau (1746–1769), Gräfin zur Lippe-Detmold
- Johann Georg von Anhalt-Dessau (1748–1811), preußischer General, Gründer der Garten- und Schlossanlage Georgium bei Dessau
- Leopold Schönberg von Brenkenhoff (1750–1799), Offizier und Militärschriftsteller
- August von Rode (1751–1837), Schriftsteller, Beamter und Politiker
- Wilhelmine von Lichtenau (1752–1820), Mätresse und Beraterin Friedrich Wilhelms II. von Preußen
- Karl Georg von Raumer (1753–1833), Legationsrat und Direktor des Geheimen Staatsarchivs
- Eugen von Raumer (1758–1832), preußischer Generalleutnant und Festungskommandant von Neiße
- Franz von Waldersee (1763–1823), Beamter und Schriftsteller
- Ludwig Carl Heinrich Streiber (1767–1828), Jurist, Bürgermeister der Stadt Halle
- Leopold Carl Reinicke (1774–1820), Komponist, Fagottist und Dirigent
- Heinrich Olivier (1783–1848), Maler des Klassizismus und der Romantik
- Adolf von Heideck (1787–1856), Kunstsammler, Maler, Radierer und Kupferstecher
- Wilhelm Karl Rust (1787–1855), Pianist und Organist
- Samuel Heinrich Schwabe (1789–1875), Astronom und Botaniker
- Friedrich von Olivier (1791–1859), Maler der Romantik
- Auguste von Anhalt-Dessau (1793–1854), Fürstin von Schwarzburg-Rudolstadt
- Leopold IV. Friedrich von Anhalt-Dessau, (1794–1871), regierender Fürst und Herzog von Anhalt-Dessau
- Ludwig Bischoff (1794–1867), Pädagoge, Musiker, Kritiker und Verleger
- Wilhelm Müller (1794–1827), Dichter
- August Ludwig Stockmarr (1794–1889), Generalleutnant
- Friedrich von Waldersee (1795–1864), preußischer Generalleutnant und Militärschriftsteller
- Georg Bernhard von Anhalt-Dessau (1796–1865), Prinz von Anhalt-Dessau
- Carl Wilhelm Tischbein (1797–1855), Maler; Kurdirektor von Bad Eilsen
- Louis Schwabe (1798–1845), Seidenfabrikant in Manchester
- Carl Vogel (1798–1864), herzoglicher Leibarzt in Weimar, geheimer Hofrat
- Carl von Basedow (1799–1854), Arzt
- Louis Kindscher (1800–1875), Organist und Komponist

#### 1801 bis 1900
- Carl Adolph Felix Aue (1803–1874), Buchhändler und Politiker
- Wilhelm Krause (1803–1864), Landschafts- und Marinemaler
- Julius Schubring (1806–1889), Pfarrer und Konsistorialrat
- Wilhelm von Anhalt-Dessau (1807–1864), Prinz von Anhalt-Dessau
- Phöbus Moses Philippson (1807–1870), Mediziner und Schriftsteller
- Christian Stein (1809–1887), Pfarrer und Landtagsabgeordneter
- Ludwig Philippson (1811–1889), Schriftsteller und Rabbiner
- Karl Appel (1812–1895), Violinist und Komponist
- Hugo Bürkner (1818–1897), Maler
- August Fuchs (1818–1847), Altphilologe, Romanist, Schulmann und Autor wissenschaftlicher Werke
- August Köppe (1818–1888), Staatsminister 1848/49 und Reichstagsabgeordneter
- August Lindner (1820–1878), Komponist und Violoncellist
- Friedrich Karl Elze (1821–1889), Anglist, Shakespeareforscher und Hochschullehrer
- Wilhelm Rust (1822–1892), Komponist, Musikwissenschaftler, Bachforscher und Thomaskantor
- Ludwig Theodor Elze (1823–1900), Kirchenhistoriker, Slawist und evangelischer Geistlicher
- Carl Triebel (1823–1885), Landschafts- und Architekturmaler und Radierer
- Friedrich Max Müller (1823–1900), Sprachforscher und einer der Begründer der Sanskrit-Forschung
- Eduard Bernsdorf (1825–1901), Musikkritiker, Komponist und Pianist
- Wilhelm Hosäus (1827–1900), Bibliothekar, Schriftsteller und Theologe
- August Otto Seelmann (1828–1909), Landschaftsmaler und Lehrer
- Gottfried Polysius (1827–1886), Industrieller
- Gustav Ziegler (1827–1890), Reichstagsabgeordneter
- Friedrich I. Leopold Franz Nikolaus von Anhalt (1831–1904), als Friedrich I. 1871–1904 Herzog von Anhalt
- Hermann Schubert (1831–1917), Bildhauer
- Friedrich Grützmacher (1832–1903), Cellist und Komponist
- Carlos von Koseritz (1832–1890), deutsch-brasilianischer Journalist
- Adelheid Marie von Anhalt-Dessau (1833–1916), Herzogin von Nassau und Großherzogin von Luxemburg
- Carl Gustav Kämmerer (1833–1888), Seifensieder und Unternehmer der C. G. Kämmerer Seifenfabrik
- Elise von Szczepańska (1833–1907), Ratgeberautorin
- Karl von Koseritz (1834–1890), deutsch-brasilianischer Journalist, Zeitungsredakteur, Schriftsteller
- Maria Anna von Anhalt-Dessau (1837–1906), Prinzessin von Preußen
- Kurt von Koseritz (1838–1916), Staatsmann
- Henriette Johanne Marie Müller (1841–1916), Hamburger Original (Zitronenjette)
- Hermann Deutschbein (1842–1919), Kaufmann und Landtagsabgeordneter
- Adolf Bleichert (1845–1901), Unternehmer, Wegbereiter des Seilbahnbaus
- Rudolf Braune (1845–1909), Marinegeneralarzt
- Gustav Adolf Schweitzer (1847–1914), Maler der Düsseldorfer Schule
- Eduard Arnhold (1849–1925), Unternehmer, Kunstmäzen und Philanthrop
- Wilhelm Schröter (1849–1904), Landschaftsmaler
- Georg Irmer (1853–1931), Archivar, Konsul und Historiker
- Leopold von Anhalt-Dessau (1855–1886), Offizier, Erbprinz des Herzogtums Anhalt
- Fritz Bergen (1857–1941), Maler und Illustrator
- Friedrich von Kalitsch (1858–1938), Forstmann
- Georg Steindorff (1861–1951), Ägyptologe
- Georg Hacker (1863–1945), Maler und Bühnenbildner
- Paul Steindorff (1864–1927), US-amerikanischer Dirigent
- Fritz Lange (1864–1952), Mediziner, Hochschullehrer in München
- Klara May (1864–1944), zweite Ehefrau des Schriftstellers Karl May, Universalerbin
- Gustav Lindau (1866–1923), Mykologe und Botaniker
- Richard Meißner (1868–1938), Weinbaufachmann
- Hans von Raumer (1870–1965), Jurist, Industrieller und Politiker
- Alfred Martin (1874–1939), Arzt und Heimatforscher
- Hans Bethge (1876–1946), Dichter
- Fritz Hesse (1881–1973), Politiker, Rechtsanwalt und Oberbürgermeister in Dessau
- Paul Jahn (1881–1959), Bürgermeister in Wernigerode, Präsident des Hessischen Finanzgerichts
- Maximilian von Weichs (1881–1954), Generalfeldmarschall
- August Klughardt (1887–1970), Farbwissenschaftler und Hochschullehrer
- Kurt Schwarze (1888–1961), Politiker (DDP, LDP, FDP) und Landtagsmitglied in Anhalt und Sachsen-Anhalt
- Franz Wolf (1889–1972), Gewerkschaftsfunktionär und Politiker (SPD), Mitglied des Bayerischen Landtages
- Walther Zimmermann (1890–1945), Apotheker, Pharmaziehistoriker und Schriftsteller
- Walter Geisler (1891–1945), Geograph
- Adolf Trowitz (1893–1978), Generalmajor im Zweiten Weltkrieg
- Otto Gehre (1894–1976), Former und Politiker (SPD, später SED), von 1938 bis 1940 im KZ Buchenwald inhaftiert
- Henrik Herse (1895–1953), Landwirt, Arbeiter, Dramaturg und Schriftsteller sowie SS-Obersturmführer im Hauptamt und Obersturmführer der Waffen-SS
- Alfred Richter (1895–1959), Politiker (NSDAP)
- Marianne Fleischhack (1896–1986), Bibliothekarin und Schriftstellerin
- Ernst Jäger (1896–1975), Journalist
- Karl Salomon (1896–1977), KPD-Funktionär, stellvertretender Minister und Staatssekretär in der DDR
- Fritz Klocke (1898–1978), Lehrer, Volkskundler und Heimatforscher
- Max Lange (1899–1975), Orthopäde und Hochschullehrer
- Kurt Weill (1900–1950), Komponist

#### 1901 bis 1950
- Else Bongers (1901–1993), Schauspielerin, Tänzerin und Schauspiellehrerin
- Kurt Meister (1901–1961), Schauspieler, Regisseur, Autor und Hörspielsprecher
- Maria von der Osten-Sacken (1901–1985), Schriftstellerin, Drehbuchautorin und Filmproduzentin
- Friedrich Buchholz (1902–1967), Kunsthistoriker und Kantor
- Hanne-Nüte Kämmerer (1903–1981), Textilkünstlerin
- Albert Lezius (1903–1953), Chirurg und Hochschullehrer
- Curt Miehe (1903–1965), Jurist und Politiker (SPD)
- Martin Müller (1903–1989), evangelischer Theologe, Kirchenpräsident
- Gerhard Nebel (1903–1974), Schriftsteller, Essayist und Kulturkritiker
- Walter Sommer (1903–nach 1942 vermisst), Politiker (NSDAP)
- Martin Donath (1904–1966), Volkswirt und Hochschullehrer
- Marie Harm (1904–1986), Arachnologin
- Ulrich Kessler (1905–1984), Pianist und Komponist
- Heinz Rosenthal (1906–1973), Lehrer und Heimatforscher
- Franz Becker (1907–1990), Kunstmaler
- Fritz Haring (1907–1990), Professor für Tierzucht in Rostock und Göttingen
- Franz Mikorey (1907–1986), Bildhauer
- Johann Heinrich von Brunn (1908–1983), Jurist des Verbandes der Autoindustrie
- Richard Heller (1908–1944), kommunistischer Widerstandskämpfer und Opfer des Nationalsozialismus
- Heinz Schubert (1908–1945), Komponist und Dirigent
- Marie Bartmuß (1909–nach 1937), Kunsthistorikerin
- Karl Gatermann der Jüngere (1909–1992), Maler, Graphiker und Bühnenbildner
- Carl Marx (1911–1991), Maler und Grafiker
- Hans Joachim Pabst von Ohain (1911–1998), Physiker, Entwickler des Strahltriebwerks
- Rudolf Wehrmann (1911–1980), SS-Rottenführer
- Bernhard Wirtgen (1911–1974), Historiker und Archivar
- Ursula Herking (1912–1974), Schauspielerin und Kabarettistin
- Wilhelm Overhoff (1912–1990), Nationalsozialist und SS-Arzt
- Carl-Dieter von Reichmeister (1912–2001), Reichsfilmdramaturg
- Willi Meinck (1914–1993), Schriftsteller
- Heinz Gartmann (1917–1960), Schriftsteller und Publizist
- Günter Boas (1920–1993), Jazz- und Bluesmusiker
- Helmut Rennert (1920–1994), Psychiater
- Hans Merz (1921–1987), Designer und Hochschullehrer in der DDR
- Rolf Alex (1922–2002), Physiker und Hochschullehrer
- Günther Stein (1922–1982), Autor und Übersetzer
- Horst Andreae (* 1923), Hydrologe und Hochschullehrer
- Werner Welzel (1923–2001), Fußballspieler, Nationalspieler der DDR
- Günter Billig (1924–1977), Gebrauchsgrafiker, einer der bedeutenden Typografen der DDR
- Herbert Tobias (1924–1982), Fotograf
- Hannskarl Bandel (1925–1993), Bauingenieur
- Horst Bollmann (1925–2014), Schauspieler
- Hanns-Georg Kilian (1925–2017), Physiker
- Klaus Brodersen (1926–1997), Professor für anorganische und analytische Chemie
- Rosemarie Künzler-Behncke (1926–2021), Schriftstellerin
- Evamaria Schmidt (1926–2014), Klassische Archäologin, Hochschullehrerin
- Gerhard Stolze (1926–1979), Tenor
- Heinz Birch (1927–2024), Diplomat der DDR
- Christa Gottschalk (1927–2018), Schauspielerin
- Frithjof Kuhnen (1927–2014), Agrarwissenschaftler und Hochschullehrer
- Ernst-Werner Schulze (1927–2005), Grafiker und Hochschullehrer
- Ruth Erika Brand (1928–2014), Politikerin (SPD)
- Erhard Hirsch (* 1928), Altphilologe, Erforscher des Dessau-Wörlitzer Kulturkreises
- Karl Horst Schmidt (1929–2012), Sprachwissenschaftler, Keltologe, Kaukasologe und Hochschullehrer
- Karl-Heinz Kämmerling (1930–2012), Professor für Klavier
- Wolfgang Klank (1930–1998), Fußballspieler
- Ernst-Gerhard Mahn (1930–2022), Biologe
- Helmut Straßburger (1930–2010), Schauspieler und Schauspieldirektor in Dessau
- Christian Grote (1931–2023), Schriftsteller
- Sibylle Harksen (1931–1999), Kunsthistorikerin
- Karin Schneider (1931–2019), Archivarin, Germanistin, Handschriftenexpertin und Paläographin
- Friedrich Lippmann (1932–2019), Musikwissenschaftler
- Bruno Menzel (1932–1996), Politiker (FDP)
- Eberhard Natho (1932–2022), Theologe
- Dieter Röck (1933–2023), Betriebswirt
- Peter Lebrecht Schmidt (1933–2019), Altphilologe und Hochschullehrer
- Peter Voigt (1933–2015), Regisseur und Dokumentarfilmer
- Anne Dessau, eigentlich Anneliese Chmielecki (* 1934), Schauspielerin und Autorin
- Gerhard Erber (1934–2021), Pianist
- Gisela Grade (* 1935), Textilgestalterin, Malerin und Grafikerin
- Brigitte Grothum (* 1935), Schauspielerin, Synchronsprecherin und Regisseurin
- Dieter Hallervorden (* 1935), Komiker, Moderator, Kabarettist, Schauspieler und Sänger
- Peter Herfert (1935–2017), Prähistoriker und Archäologe
- Hans Stein (* 1935), Maler und Grafiker
- Klaus Eichenberg (1936–2024), Künstler
- Dieter Giesen (1936–1997), Rechtswissenschaftler
- Hans Triebel (* 1936), Mathematiker
- Gernot Böhme (1937–2022), Philosoph
- Gerhard Haida (1937–2014), Diplomat, Botschafter der DDR
- Christine Heitmann (* 1937), Grafikerin und Bildhauerin
- Joachim Prag (1937–2012), FDJ- und SED-Funktionär
- Harald Schleuter (* 1937), Schriftsteller
- Hartwig Strobel (* 1937), Kameramann und Drehbuchautor
- Peter Kuhbier (* 1938), Mathematiker, Wirtschaftswissenschaftler, Ökonometriker und Professor
- Dirk Siefkes (1938–2016), Mathematiker und Informatiker
- Gerhard Schulze (1938–2019), Meeresbiologe
- Leonore Wolters-Krebs (* 1938), Architektin und Stadtplanerin
- Volkmar Billeb (* 1939), Fotograf
- Dieter Bock (1939–2010), Unternehmer
- Hubert Kiesewetter (* 1939), Wirtschafts- und Sozialhistoriker
- Luise King (1939–2024), Architektin, Stadtplanerin und Hochschullehrerin
- Renate Krauspe (* 1939), Ägyptologin
- Klaus Lange (1939–2020), Rechtswissenschaftler und Hochschullehrer
- Lothar Schneider (1939–2019), Ringer, Weltmeisterschaftsdritter
- Brigitte Galsterer (1940–2023), Historikerin und Bibliothekarin
- Hagen Koch (* 1940), Gründer des Berliner Mauer-Archivs
- Jürgen Kolbe (1940–2008), Germanist, Schriftsteller und Kommunalpolitiker
- Jörg Kuhbier (* 1940), Jurist und Politiker (SPD)
- Peter Kühn (* 1940), Fotograf
- Volkmar Schneider (* 1940), Pathologe
- Eberhard Schuster (* 1940), Fußballspieler und -trainer
- Rüdiger Thomas (* 1940), Historiker
- Dorit Zinn (* 1940), Schriftstellerin
- Hartwin Gromes (* 1941), Theaterwissenschaftler, Dramaturg und Autor
- Christian Martin Schmidt (1942–2024), Musikwissenschaftler und Hochschullehrer
- Monika Hellmuth-Claus (1943–2016), Bildhauerin
- Manfred Jendryschik (1943–2025), Schriftsteller
- Gisela Kohl-Eppelt (* 1943), Malerin, Grafikerin, Musikerin und Schriftstellerin
- Ameli Koloska (* 1944), Leichtathletin und Olympiateilnehmerin
- Erica Eller (* 1945), Schauspielerin
- Georg Seidel (1945–1990), Dramatiker
- Peter Massing (* 1946), Politikwissenschaftler
- Emil Schult (* 1946), Maler, Poet und Musiker
- Hans-Christian Sachse (* 1947), Politiker (SPD)
- Lutz Buchmann (* 1948), Musikwissenschaftler und Germanist
- Gerhard Mitschke (* 1948), Landtagsabgeordneter (CDU)
- Christine Lambrecht (* 1949), Schriftstellerin und Liedtexterin
- Michael Lingner (1950–2020), Kunst- und Medientheoretiker
- Hans-Joachim Sopart (* 1950), Politiker (CDU)

#### Ab 1951
- Lothar Alisch (1951–2000), evangelischer Geistlicher und Politiker
- Peter Hoffmann (1953–2021), Politiker (PDS)
- Hans-Jürgen Greye (* 1954), Journalist und Autor
- Detlev Mohr (* 1954), Physiker, Wasserretter und Vizepräsident der DLRG
- Andreas Mrosek (* 1958), deutscher Kraftsportler und Politiker
- Gerd Kroske (* 1958), Autor, Regisseur und Produzent
- Carsten Herrmann-Pillath (* 1959), Volkswirtschaftler und Sinologe
- Frank Hoffmann (* 1959), Politiker (Die Linke)
- Werner Schildhauer (* 1959), Leichtathlet und Olympiateilnehmer
- Holger Reinhardt (* 1960), Landeskonservator von Thüringen
- Thomas Kretschmann (* 1962), Schauspieler
- Claudia Look-Hirnschal (1962–2018), Moderatorin und Redakteurin
- Torsten Koch (* 1963), Politiker (CDU), Abgeordneter im Landtag von Sachsen-Anhalt
- Annette Schlünz (* 1964), Komponistin
- Gunter Wehnert (* 1965), Tennisspieler
- Jörg Faßmann (* 1966), Geiger und Hochschullehrer für Musik
- Jens Kolze (* 1967), Politiker (CDU)
- Frank Reimann (* 1967), Volleyball-Nationalspieler
- Matthias Kanter (* 1968), Maler
- Guido Lambrecht (* 1968), Theater- und Filmschauspieler
- Steffi Lemke (* 1968), Politikerin (Grüne)
- Anja Schneider (* 1968), Pflege- und Hospizmanagerin sowie Politikerin (CDU)
- Jana Dittmann (* 1970), Informatikerin
- Susanne Evers (* 1970), Schauspielerin
- Dirk Hannemann (* 1970), Fußballspieler
- Annett Witte (* 1972), Politikerin (FDP)
- Karin Tschernich-Weiske (* 1973), Juristin und Politikerin (CDU)
- Katja Frenzel (* 1974), Schauspielerin
- Nicole Krieger (* 1975), Journalistin, Fernsehmoderatorin und Autorin
- Henrike Müller (* 1975), Politikerin (Grüne)
- Danny Fuchs (* 1976), Fußballbundesligaspieler
- Francis Hunger (* 1976), Medienkünstler
- Constanze Janda (* 1976), Rechtswissenschaftlerin
- Beatrice Kaps-Zurmahr (* 1977), Bühnen- und Filmschauspielerin
- Andrea Johlige (* 1977), Politikerin (Die Linke)
- Wiebke Meinhold (* 1977), Altorientalistin
- Claudia Schulz (* 1977), Agrarökologin und Politikerin (Grüne)
- Thomas Wagner (1978–2016), Unternehmer, Gründer von Unister
- Bernard Lepetit (* 1980), Biologe
- Sandra Naujoks (* 1981), professionelle Pokerspielerin, bekannt als Black Mamba
- Nico Ruhle (* 1981), deutscher Politiker (SPD), Bürgermeister von Neuruppin
- Alexandra Gottschlich (* 1982), Schauspielerin
- Jana Gegner (* 1985), Inline-Speedskaterin
- Anne-Kathrin Elbe (* 1987), Leichtathletin, Hürdenläuferin
- Lisa Rühl (* 1989), Volleyballspielerin
- Florian Hempel (* 1990), ehemaliger Handballspieler, jetziger Dartspieler
- Niklas-Wilson Sommer (* 1998), Fußballspieler
- Fabrice Hartmann (* 2001), Fußballspieler

### Mit Dessau verbunden
- Georg Helt (1485–1545), Humanist, Altphilologe und Universalgelehrter
- Georg Raumer (1610–1691), Hofprediger, Superintendent und Konsistorialrat in Dessau
- Benjamin Friedrich Köhler (1730–1796), Kirchenlieddichter, Hofrat und Archivar in Dessau
- Friedrich Wilhelm von Erdmannsdorff (1736–1800), Architekt und Architekturtheoretiker
- Johann Georg Feldhann (1755–1826), Rektor der Haupt- und Gelehrtenschule
- Gerhard Vieth (1763–1836), Turnpädagoge
- Friedrich Schneider (1786–1853) Herzoglich-Anhalt-Dessauischer Hofkapellmeister und Komponist.
- Carl Wilhelm Kolbe (1759–1835), Maler, Grafiker und Schriftsteller.
- Carlo Ignazio Pozzi (1766–1842), Baumeister und von 1812 bis 1842 Leiter des Bauwesens in Anhalt-Dessau
- Karl Friedrich von Willisen (1788–1873), preußischer Generalleutnant
- Karl Wilhelm von Willisen (1790–1879), preußischer Generalleutnant und Militärschriftsteller
- Leopold von Morgenstern (1790–1864), Dr. jur., wirkl. Geheimrat, Regierungs- u. Consitorialpräsident in Dessau, Ehrenbürger
- Ulrike von Pogwisch (1798–1875), Priorin, lebte einige Zeit in Dessau
- Moritz von Cohn (1812–1900), Privatbankier
- Georg Höhn (1812–1879), Landschaftsmaler
- Anton von Krosigk (1820–1892), Vorsitzender des Herzoglich-Anhaltischen Staatsministeriums
- Franz Riess (1848–1928), Hofglasmaler und Kunsthandwerker
- Paul Riess (1857–1933), Maler und Kunsthandwerker
- Hans Calm (1858–1945), Hofschauspieler, Sprachlehrer und Autor
- Hugo Junkers (1859–1935), Ingenieur und Unternehmer
- Richard Bartmuß (1859–1910), Komponist, Hoforganist in Dessau und Musikprofessor
- Friedrich Lutzmann (1859–1930), Erfinder, Konstrukteur und Unternehmer (Dessauer Motorwagenfabrik)
- Walter Gropius (1883–1969), Mitbegründer der modernen Architektur (Bauhaus)
- Ernst Vierthaler (1883–1970), Jurist und Landeskirchenrat in Anhalt
- Ludwig Sinsel (1884–1968), Gewerkschafter und Politiker (SPD, SED)
- Oswald Boelcke (1891–1916), Jagdflieger im Ersten Weltkrieg
- Wilhelm Trippler (1897–1974), Politiker (NSDAP) und Polizeipräsident
- Hans Stamms (1902–1947), Boxer, 1922 Deutscher Meister im Fliegengewicht
- Martin Hadelich (1903–2004), Bildhauer
- Rudolf Hugk (1905–1987), Maler und Grafiker
- Paul Schwerdtner (1911 – 1990), Maler und Grafiker
- Carl Marx (1911–1991), Maler
- Hans-Erich Schmidt-Uphoff (1911–2002), Maler
- Heinz Szillat (1912–1999), Maler und Grafiker
- Heinz Rammelt (1912–2004), Tiermaler und Zeichner
- Werner Steinberg (1913–1992), Schriftsteller
- Benno Butter (1914–1985), Maler und Grafiker
- Irmela Hadelich (1923–2017), Malerin, Grafikerin und Buchautorin
- Joachim Specht (1931–2016), Schriftsteller
- Alberto Adriano (um 1960–2000), afrodeutscher Fleischer, der aus Mosambik stammte und ein Todesopfer rechtsextremer Gewalt wurde
- Oury Jalloh (1968–2005), Sierra Leoner, der durch einen Brand in einer Zelle des Polizeireviers Dessau, gefesselt, ums Leben kam
- Li Yangjie (1990–2016), Studentin an der Hochschule Anhalt, Opfer eines Sexualmordes in Dessau

## Trivia
- Ein Marskrater mit einem Durchmesser von 10,2 km wurde nach Dessau benannt[10].
- Die Stadt kommt in der Filmbiografie Wie der Wind sich hebt vor, in dem der Flugzeugkonstrukteur Jirō Horikoshi 1929 die Junkerswerke besucht und in Dessau studiert.
- Eine Philatelistische Würdigung mit einer Briefmarke, die Dessau symbolisch zeigt, erschien am 1. Juli 2013. Das Sonderpostwertzeichen der Deutschen Post erschien als Teil der Ausgabe Briefmarken-Jahrgang 2013 der Bundesrepublik Deutschland zum 800-jährigen Stadtjubiläum (Mi. Nr. 3019) mit dem Wert von 45, Eurocent. Der Entwurf stammt vom Berliner Grafiker Matthias Wittig[11] und Jutta Ziemba. Die Auflage betrug 5.720.000 Stück.

## Verkehr

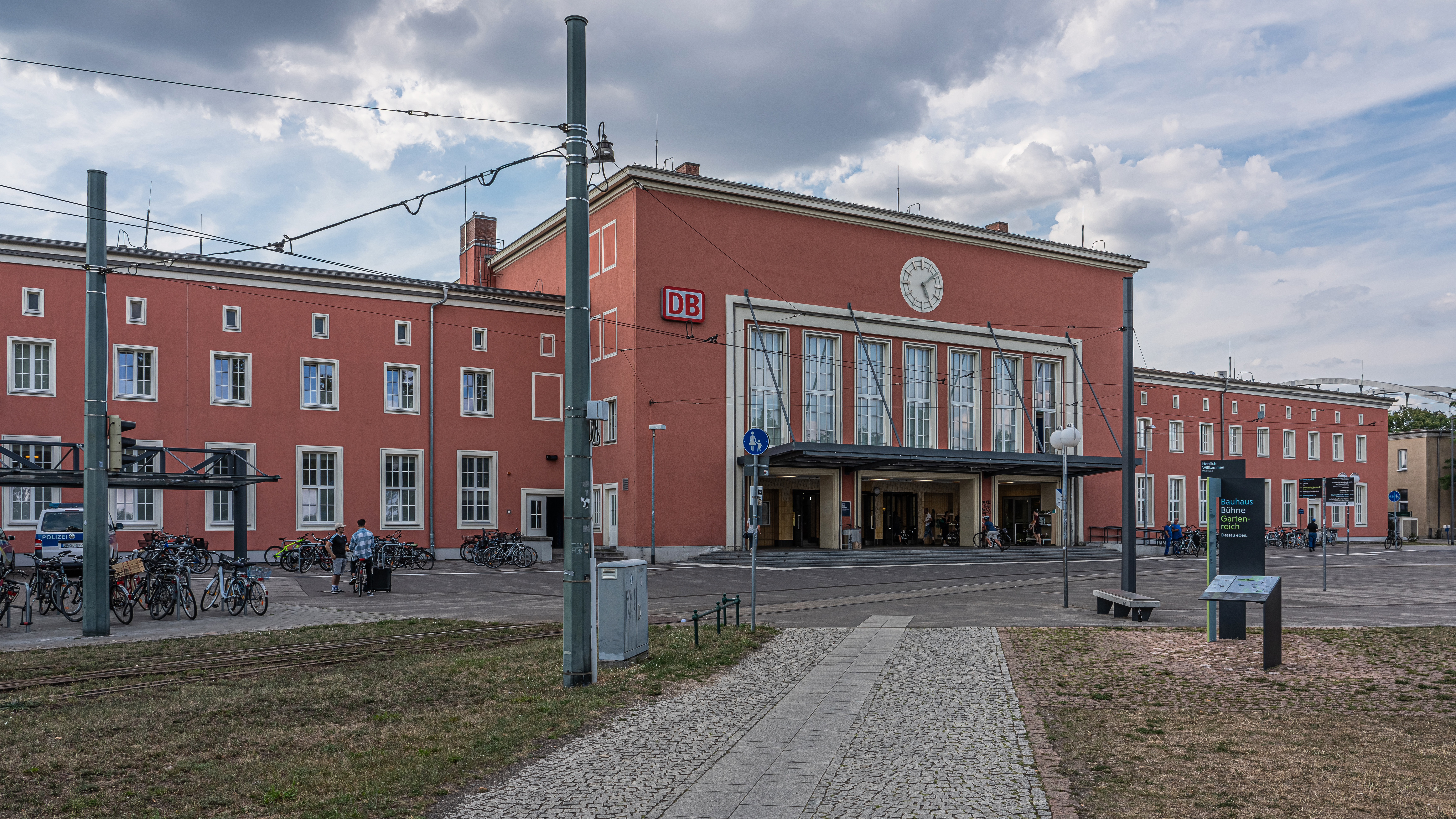
Dessau Hauptbahnhof

Dessau Hauptbahnhof liegt an den Bahnstrecken Trebnitz–Leipzig, Dessau–Köthen und Dessau–Wörlitz.